# Человек-муравей
Человек-муравей (англ. Ant-Man) — имя нескольких персонажей из комиксов, издаваемых компанией Marvel Comics.

## Персонажи

### Хэнк Пим
Доктор Генри Джонатан Пим, более известный как Хэнк Пим — первый и самый известный Человек-муравей, созданный редактором Стэном Ли, сценаристом Ларри Либером и художником Джеком Кирби, впервые появившийся в Tales to Astonish № 27 в январе 1962 года и дебютировавший в качестве Человека-муравья в выпуске № 35 в сентябре того же года. Лучший друг Дженет ван Дайн, известной как супергероиня по имени Оса, вместе с которой является одним из основателей Мстителей. Известен как создатель робота Альтрона, ставшего впоследствии одним из главных врагов Мстителей. Также выступал под именами Великан, Голиаф, Жёлтый жакет и Оса.
В мае 2011 года Хэнк Пим занял 67 место в списке «Сто лучших персонажей комиксов всех времён» по версии IGN.

### Скотт Лэнг
Второй Человек-муравей, носивший имя Скотт Лэнг, был создан писателем Дэвидом Мичелини и художником Джоном Бёрном. Он впервые появился в «The Avengers» № 181 (март 1979), а в «Marvel Premiere» #47 (апрель 1979) взял имя Человек-муравей. Скотт Лэнг был вором, который украл костюм Человека-муравья и уменьшающий газ у Хэнка Пима, чтобы спасти свою дочь Кэсси от сердечного заболевания. Позже ушёл от преступной жизни и начал карьеру супергероя при поощрении Хэнка Пима, взяв его прежнее прозвище Человек-муравей. Был компаньоном Фантастической четвёрки, позже стал членом Мстителей. Был убит обезумевшей Алой Ведьмой вместе с Виженом и Соколиным глазом во время распада Мстителей. Его дочь, Кассандра, приняла на себя его героическую мантию и стала супергероиней по имени Высота в составе Молодых Мстителей.

### Эрик О’Греди
Третий Человек-муравей создан писателем Робертом Киркманом и художником Филом Хестером и впервые появился в «The Irredeemable Ant-Man» № 1 в сентябре 2006 года. Эрик О’Греди был агентом организации Щ.И.Т. и случайно наткнулся на костюм Человека-муравья в штаб-квартире организации. Он обладает низкой моралью и готов обманывать, воровать и манипулировать людьми для того, чтобы продвигаться в жизни. Эрик украл костюм для своих собственных эгоистичных планов, которые включают использование своего статуса как «супергероя», чтобы соблазнять женщин и унижать и мучить других. Был членом Инициативы, Громовержцев и Тайных Мстителей.
В мае 2011 года Эрик О’Греди занял 82 место в списке «Сто лучших персонажей комиксов всех времён» по версии IGN.

## Вне комиксов

### Мультсериалы

Хэнк Пим в образе Человека-муравья в мультсериале "Мстители. Величайшие герои Земли"

- Хэнк Пим появлялся в образе Человека-муравья во многих мультсериалах:
  - В мультсериале «Мстители. Всегда вместе» Человек-муравей, озвученный Родом Уилсоном, является лидером заглавной команды.
  - Человек-муравей появился в серии «Самые маленькие герои мира» мультсериала «Фантастическая четвёрка: Величайшие герои мира», где его озвучил Джон Пейн.
  - В комедийном мультсериале «Отряд Супергероев» Хэнка Пима озвучил Грег Грунберг.
  - Хэнк Пим, озвученный Уолли Вингертом, является одним из главных героев мультсериала «Мстители: Могучие герои Земли». Помимо Человека-муравья он появляется в образе Великана, в начале второго сезона передаёт личность Человека-муравья Скотту Лэнгу, а позже становится Жёлтым жакетом.
- Скотт Лэнг, озвученный Криспином Фриманом, появился в 5 серии 2 сезона сериала «Мстители: Могучие герои Земли», где украл костюм Человека-муравья у Хэнка Пима, чтобы спасти свою дочь от злодея Кроссфайра[англ.]. Скотт сражается с Люком Кейджем и Железным Кулаком, нанятыми Пимом для его поимки, а позже они помогают ему победить Кроссфайра и его подручных. В конце серии Пим передаёт Лэнгу личность Человека-муравья. В финальной серии мультсериала Скотт вместе с другими героями участвует в битве с герольдом Галактуса Огненным лордом, во время которой появляется также в качестве Великана.
- Скотт как Человек-муравей также появляется в мультсериале «Мстители: Общий сбор».

### Фильмы

- «Человек-муравей» (англ. Ant-Man) — фантастический фильм, основанный на одноимённых комиксах издательства Marvel Comics совместно с Disney, входящий в «Кинематографическую вселенную Marvel», фильмы которой объединяются в общую сюжетную линию. Изначально планировалось выпустить фильм в прокат 6 ноября 2015 года, но премьеру перенесли на 17 июля 2015 года[9][10]. Фильм рассказал о двух героях, носящих имя Человек-муравей, Хэнка Пима сыграл Майкл Дуглас, а ставшего главным героем Скотта Лэнга — Пол Радд. Режиссёром картины должен был выступить Эдгар Райт, но в мае 2014 года он покинул проект. В июне объявили, что режиссёром стал Пейтон Рид.
- Пол Радд исполнил роль Человека-муравья в фильме «Первый мститель: Противостояние», который вышел в 2016 году.
- В 2018 году вышел фильм «Человек-муравей и Оса». Пол Радд и Майкл Дуглас вернулись к ролям Скотта Лэнга и Хэнка Пима.
- Позже Пол Радд повторили роль Лэнга в фильме «Мстители: Финал» 2019 года, где так же появился Хэнк Пим в исполнении Майкла Дугласа.
- Радд и Дуглас вернулись к ролям Лэнга и Пима в фильме «Человек-муравей и Оса: Квантомания», вышедшем в 2023 году.

### Видеоигры
- Присутствует в игре Ultimate Marvel vs Capcom 3, однако не в качестве полноценного персонажа, а в качестве суперудара персонажа Соколиного глаза.
- Хэнк Пим является играбельным персонажем видеоигры LEGO Marvel Super Heroes.
- Скотт Лэнг является играбельным персонажем игры Lego Marvel’s Avengers и Lego Marvel Super Heroes 2.
- Скотт Лэнг появляется также в игре Marvel: Future Fight, как и персонаж, за которого можно играть и которого можно испытать в разделе Вселенной Marvel.